# Кралево (Тырговиштская область)
Кралево (болг. Кралево) — село в Болгарии. Находится в Тырговиштской области, входит в общину Тырговиште. Население составляет 921 человек (2022).